# Dos de Mayo, Argentina
Dos de Mayo är en ort i Argentina.   Den ligger i provinsen Misiones, i den nordöstra delen av landet, 900 km norr om huvudstaden Buenos Aires. Dos de Mayo ligger 561 meter över havet och antalet invånare är 14 544.
Terrängen runt Dos de Mayo är platt åt sydost, men åt nordväst är den kuperad. Dos de Mayo ligger uppe på en höjd.
Omgivningarna runt Dos de Mayo är en mosaik av jordbruksmark och naturlig växtlighet. Runt Dos de Mayo är det ganska glesbefolkat, med 32 invånare per kvadratkilometer.